# Joseph Demeler

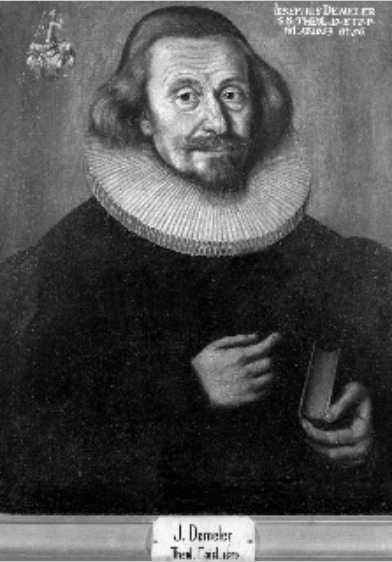
Joseph Demeler in der Tübinger Professorengalerie

Joseph Demeler (* 12. April 1603 in Wildbad; † 28. November 1659 in Tübingen) war ein deutscher Professor der Theologie in Tübingen. Sein 1659 angefertigtes Brustbild mit Halskrause hängt in der Tübinger Professorengalerie.